# Лазар Костов
Лазар Костов Миджин, известен като Тютюнджията, е български учител и революционер, от Българското възраждане.

## Биография
Лазар Костов е роден около 1845 година в разложкото село Банско или според някои източници в Добърско, тогава в Османската империя, днес в България. В 1860 година баща му със семейството му се изселва в Пирот, поради преследвания от страна на властите. Лазар Костов участва в Първата (1862) и Втората българска легия (1867 - 1868) в Белград. След това работи като учител, а по-късно служи в Сръбската армия и получава чин капитан. Участва в Сръбско-турската война в 1876 година като командир на българска доброволческа чета, взела участие в сраженията край Зайчар. Участва в Руско-турската война отново като войвода на чета български доброволци в състава на сръбската армия. В 1878 година е комендант на заетия от сръбски части Пирот.
След 1878 година се заселва в Свободна България като живее в София, Търново и в Голяма Кутловица. В 1880 година е околийски началник в Кутловица.
Баща е на писателя Стефан Костов.